# バトルスピリッツ サーガブレイヴ
『バトルスピリッツ サーガブレイヴ』は、2019年6月15日から2020年1月24日までYouTubeにて全3話で配信された、バンダイナムコピクチャーズ（BN Pictures）制作のWebアニメ作品。キャッチコピーは「その戦い、いまだ終わらず。」。通称『サーガブレイヴ』。

## 概要
トレーディングカードゲーム『バトルスピリッツ』を基にしたアニメシリーズ（以下“ バトスピ ”）の第9弾。シリーズ前作『バトルスピリッツ ダブルドライブ』までのテレビアニメという形式に代わり新たにWeb配信というスタイルが採られている。本作品はシリーズ第2作『バトルスピリッツ 少年激覇ダン』および第3作『バトルスピリッツ ブレイヴ』の直接的な続編でもあり、主題歌も『少年激覇ダン』のそれを手がけたJAM Projectが約10年ぶりに担当している。監督は『バトルスピリッツ 覇王』（後期）から『最強銀河 究極ゼロ 〜バトルスピリッツ〜』で監督を手掛けていた渡辺正樹が再登板した。またキャストも『少年激覇ダン』や『ブレイヴ』と同一の声優陣で固定しているが、稀に新規声優も本作に出演している。
ネット配信に伴い、暴力・流血表現や専門用語など『ブレイヴ』以上にシリアスな作風を強めている。バトスピのルールやカードは神煌臨編・超煌臨編を基準にしているが、「煌臨」「創界神」といった新ルール・新効果などの解説は尺の都合もあって最低限にとどめている。
2018年12月26日にYouTubeで配信された「バトルスピリッツ 2019年 最新情報 大発表会」にて制作決定が、2019年3月27日の配信番組『バトスピ エクストリームゲーム #96』にてタイトルとロゴがそれぞれ発表された。
本作品の第1話の配信を記念して、配信前後には物語上の前作に当たる『ブレイヴ』の無料配信が話数・期間限定にて行われた。さらに第1話配信日前日の6月14日には、YouTube Liveにて、特別配信番組「サーガブレイヴ前夜祭」と共に先行配信を実施。第1話配信日の夜には、YouTube急上昇ランキング1位を獲得する。
第2話は、同年7月に制作途中であることが発表され、8月頃に完成。9月19日開催の「サンライズフェスティバル2019風月」にて前半部分が先行上映された。また同話数の配信前後には、物語上の前々作に当たる『少年激覇ダン』の無料配信も話数・期間限定で実施された。10月25日の第2話配信日には、これを記念して「バトスピNight 〜2019 秋の陣〜」と「フォロー&ツイートキャンペーン」も行われた他、最終話となる第3話の配信予定日が、2020年1月24日であることも併せて発表された。
第3話は同年11月末頃に完成が発表された。同話数の配信に合わせ、『少年激覇ダン』『ブレイヴ』の一部無料配信と、2020年1月24日から26日にかけて「バトスピ SPECIAL 3DAYS」と題した3日間にわたる企画も実施。初日である1月24日にはYouTube Liveでの「バトスピNight」にて第3話を配信し、新作Webアニメの企画『バトルスピリッツ 赫盟のガレット』を発表。3日目である1月26日の19時 - 21時にはBS11にて「バトルスピリッツ アニメ祭」と題し、『バトルスピリッツ ブレイヴ』50話と『サーガブレイヴ』全3話を放送。
2021年4月30日を以ってYouTubeでの無料配信を終了。以降はバンダイチャンネルにて視聴が可能。7月26日には視聴可能な動画配信サービスにAmazonプライムビデオが追加された。また9月3日から9月17日までの3週間には、YouTube「BN Picturesチャンネル」にて毎週1話ずつの全話無料配信を実施。

### 映像ソフト化
9月20日には、本作品のブルーレイ化である「バトルスピリッツ サーガブレイヴ コレクターズBOX」計画が始動。シリーズ前作までと同様に、一定の申込数を超えたら発売決定となる受注生産限定版であり、発売決定後もさらに一定の申込数を超えれば追加特典が同梱される仕様となっている。
11月4日に申し込みが締め切られ、最終受注数は1711個。特典として、設定資料集・描き下ろし「馬神弾」SDキャララバーストラップ・絵コンテ集(全3話)・冨岡淳広書き下ろしの「少年激覇ダン」と「ブレイヴ」のサイドストーリーを描いたオリジナル小説『バトルスピリッツ 少年激覇ダン 第51話「暁闇(あかつきやみ)」』が同梱。2020年3月末に発送された。

### バトルスピリッツ -コアの光主たち-
2022年1月13日から毎週木曜日22時30分よりTOKYO MXとBS11にて、『サーガブレイヴ』『赫盟のガレット』『ミラージュ』3作品の計12話を放送。

## あらすじ
異界魔族と人類がバトルスピリッツによる代理戦争で争っていた27世紀の地球。魔族が地球の中心近くに打ち込んだコアの影響により、星の自浄作用で全てを滅ぼす「地球リセット」が起きようとしていた。過去から人類の勝利のために招かれた馬神 弾（ばしん ダン）たちは、人も魔族も救える者たちは全て救うべく奔走。
12宮Xレアと超古代文明の遺産である「神々の砲台」を用い、弾は自らが引き金となることでコアを破壊して地球リセットの回避に成功し、人類と魔族も和平を結んで新たな時代に向けて歩んでいた。
その魔族と人類の戦争終結から10年となる西暦2661年の地球。人類主幹クラッキーや魔族主幹バローネたちを中心として人類と魔族の統一政府による統治が続いていたが、魔族を憎む一部の人々は首魁レオス・ギデオンのもと、過激派組織「人類至上戦線カーディナル・サイン」を結成。カーディナル・サインによるテロ活動が社会問題に。
そんな時、弾の仲間だった、クラッキー・現代に戻っていた硯たち・異界グラン・ロロのズングリーらの前に謎のカード「激突王のキセキ」が現れる。
クラッキーたちはそのことに驚きながらも、カーディナル・サインを鎮圧しようとするクラッキーとバローネたちの戦いの最中、馬神弾は帰ってきた。
魔術を扱うギデオンに囚われ呪いをかけられようとしている12宮Xレアに呼ばれ、現世に姿を現した弾の魂。弾は時空を超え、未来や異界グラン・ロロを訪れてかつての仲間たちと再会しながら、世界のバランスを保つため・世界に悪しき影響を出さないために12宮Xレアを取り戻していく。
そして、ギデオンの元を訪れるダン。お互いの12宮Xレアをかけたバトルの中で、ギデオンの行動の出発点が「紛争や戦争といった歪み・矛盾に満ちた今の世界に絶望したこと」「かつてのダンが世界の変革を目指した異界王を倒したこと」にあり、ギデオンが異界魔族を根絶し自分の支配のもとに世界から紛争といった“痛み”を無くすことが目標だと知る。
ギデオンは12宮Xレアを取り戻そうとするダンの目標を「12宮Xレアの力による人間としての復活」と誤認し、魔族殲滅達成後にダンへ12宮Xレアを渡すことを条件にダンを仲間に勧誘したが、自分の為してきた選択・人生に後悔の無いダンはその提案を拒絶しギデオンに勝利。しかし、諦めることのないギデオンは12宮Xレアの力で並行世界を生み出してその世界に逃亡し、ダンは彼を追うことになる。
ダンと再会したクラッキーやズングリー、硯、紫乃宮まゐたちはダンとの思い出を胸に、改めてよりよき世界のために努力していく日々を送る。
世界を守るため時空を超えて戦い続けるダンの魂が、混沌に満ちた世界に絶望することがないのは、まゐたちをはじめ様々な人間が世界をより良いものにしようと少しずつでも知恵をしぼり努力をしており、そんなまゐたちとの絆が自分の心にあるから。
ダンは、人間が知恵によって精神的に成長して「他者を傷つける人間の歪み・矛盾」を克服しお互いに慈しみあえるようになるその日まで、戦いを続けていく。

## 登場人物
本編で紹介しきれなかった登場人物については、公式サイトのキャラクター紹介で説明されている。

### 主人公
馬神 弾（ばしん ダン）
声 - 緒乃冬華
前作『ブレイヴ』のラストにて、地球リセットを回避するために、神々の砲台の引き金となって光の中に消えた。しかし、その10年後（現代は2020年）、元コアの光主たちやバローネ、ズングリーらの前に謎のカード「激突王のキセキ」が出現。これをクラッキーはダンからのメッセージと受け取る。バローネのグラトスとのバトル中にバローネの手札にあった「激突王のキセキ」が「超神光龍サジットヴルム・ノヴァ」に変化し、直後にバトルフィールドにいるバローネとプレイヤーを代わる形で復活。「超神光龍サジットヴルム・ノヴァ」と「銀河星剣グランシャリオ」の圧倒的な力でグラトスに勝利した。
イザーズが探知したときは「超神光龍サジットヴルム・ノヴァ」の姿であったり、自在に時空・並行世界を超えて顕現することもできたりするなど、その肉体は魂が実体化したエネルギー体のようなもので、食事をとることもできずその必要も無い。イザーズによれば、ギデオンに囚われた12宮Xレアからの救援要請に応じてダンがやってきたとのこと。戦いを終えた後には高次の世界に存在して時には異界王の魂と会話し、いざ世界や時空のバランスを大きく乱す者がいると現世へ駆けつけて対処している。
グラトスに勝利した後はグラン・ロロへ向かい、迷いの中にいたズングリーに道を指し示すべく、ザバイアとバトルを行い回収やドローといった様々なマジックを駆使して勝利。ズングリーに「引き金になったこと」を言われた際には、「なりたくてなったわけじゃない」と答えつつ、カッコいいものではなくともみんなのために進み続けたいと思う気持ちが嘘偽りない今の自分だと語った。ザバイアを撃退後、ズングリーとかつて約束したバトルを行った。
その後、未来やグラン・ロロで不和をもたらし異界魔族の殲滅を狙っていた黒幕であるギデオンの元に現れ、彼とバトル。自分が異界王を倒して秩序を願うギデオンの希望を砕いたことがギデオンの出発点であり、彼がフィクサーすら利用して魔族を殲滅し、歴史を変え理想の未来を作らんとすることが目標と知る。ダンの人となりを詳しく知らないギデオンからは生きたかったはずのダンの目標が「12宮Xレアの力で人間として蘇ること」だと勘違いされており、協力を条件に蘇りを提案されるが、「歩んできた時間を無かったことにはしたくない」と後悔は無いゆえにその提案を拒絶。ギデオンを倒すが、ギデオンが残りの12宮Xレアを用いて新たな時空を作り出しそこへ逃亡したため、12宮Xレアを取り戻すべく彼を追ってその未来に向かい、戦い続ける姿で物語は締めくくられた。
ギデオンとのバトルの刹那、まゐの魂と邂逅。自分が戦い続けられるのは、まゐたち一人一人もまた世界をよくするために戦っているおかげで自分は一人ではないと思えるからと語り、まゐに感謝の言葉を伝えた。ギデオンとのバトル後、ダンが高次の精神世界にて感慨にふけっていたところ、欲望に繋がったり苦い結果にもなる夢を「必要悪」と評する異界王が「知恵ゆえに『歪み』は生まれる」と警告したのに対し、ダンは「智慧は、人間が変わっていくための武器でもある」と返し、人間全体が成長し『歪み』『世界の矛盾』を無くせるその日まで戦い続けることを語った。
復活後のバトルでは、消える前のバトルには無かったソウルコアや《煌臨》も十二分に使いこなす。切り札は「超神光龍サジットヴルム・ノヴァ」と神話(サーガ)ブレイヴ「銀河星剣グランシャリオ」。ギデオンとのバトルでは、新たな切り札である「超龍騎神グラン・サジット・ノヴァ」で勝利をつかんだ。
百瀬勇貴と華実の墓参りをする場面では、『最強銀河 究極ゼロ 〜バトルスピリッツ〜』45話のオマージュがなされた。
1話公開時には、ダンとバローネが使用するデッキをモチーフとして、「アイツのデッキ」が発売された。
アニメに合わせて度々カード化されている。2019年1月発売のブースターパック『神煌臨編 第4章：神の帰還』では、アニメ『サーガブレイヴ』の発表にあわせて新規カード「創界神（グランウォーカー）ダン」を収録し、2020年にはショップバトル優勝記念品などのプロモーションカードとして「永遠のキズナ 馬神 弾」が登場。テレビアニメ『コアの光主たち』と同時期に当たる2020年1月発売ブースターパック『真・転醒編 第4章：運命の変革』では「創界神 馬神ダン」を収録。
特典小説『少年激覇ダン 第51話「暁闇」』
『ブレイヴ』1話に至るまでの経緯が描かれた。ダンの両親は、会社員の父と専業主婦の母である平凡な3人家族。しかし、カレーとバトスピが大好きな普通の少年だったダンが、異界グラン・ロロから帰ってきた後にはいきなり世界の英雄扱いとなり、加えて、ダンはまるで別人のように世界の矛盾や政治を変えていきたいと世に訴え続けるようになっていた。このことは平凡なダンの母にとって、受け止めきれないあまりに衝撃的なことであり、母は息子の変化に対して静かに恐怖を抱いていた。
その後、フィクサーによるマスメディアなどを通じた情報・印象操作で「子供に過ぎないコアの光主を特別視する必要は無い」「コアの光主たちは実は異界で成り代わった異界人」「光主たちは異界王の手先・異界王の子供である」「異界人による地球侵略の尖兵」といった謂れのない記事や噂が流されて、人々の間でそうした噂は勝手に広がりねじ曲がっていく。近所や父の会社などの周囲からも「ダンは大丈夫なのか？危険ではないか？」と繰り返し言われ、噂を信じた人・鵜呑みにした人・光主は悪だと思い込んだ人から中傷されるようになり、世間からの執拗なバッシングに悩乱した両親は、口論を繰り返すようになって夫婦仲も悪化し離婚。親権を主張しない両親に、「両親にとって、あのバトスピとカレーが好きなごく普通の少年だった息子は異界で亡くなったも同然」と理解し気遣ったダンは自分から身を引いて百瀬勇貴が借りている兵堂邸別荘へ共に住むようになる。
バトスピ大会で優勝を続けるダンはバトスピ事務局によって「殿堂入り」して代わりにバトスピ関連の仕事が与えられ、その収入で暮らしつつ、自分にバトルを挑みにやってくる子供たちと交流する時間のみが彼にとっての唯一の安らぎとなった。
その後、バトスピの大会に来る子供たちに危険が及ばないようにフィクサーの告発をすることも避けていたが、フィクサーの企みを暴きたいという羽賀を名乗る元新聞記者が勇貴とダンに接触。羽賀の身元を剣蔵や魔ゐを通じてきちんと確認し、繰り返し訪ねてくる羽賀の熱意にほだされたダンたちは、羽賀の言う、フィクサーが秘匿したコアシステムに関する情報提供者に会うべく京都へ向かうことになる。そこで、フィクサーの監視を警戒する羽賀の提案で、ダンと勇貴はそれぞれ新幹線と飛行機で向かうも、勇貴が乗っていた飛行機が「事故」に遭い勇貴を含む乗客全員が死亡。羽賀はこれがフィクサーの警告であるとダンに述べ、命が惜しいという彼は情報提供者共々手を引いてしまう。
勇貴の死が事故なのか他殺なのかすら明確に分からず、また勇貴の死のような出来事が起きる不安からダンが動けなくなってしまうことがフィクサーの目的と気づく。自分の目指すべき方向さえ混乱する「見えない敵」の恐ろしさを知ったダンは、世界を変革しようとした異界王が考えていたことに思いをはせつつも、自分が動けばまた誰かが死ぬかもしれないと考え、ひたすらにバトスピへのめり込む以外に道は残されていなかった。
バトルスピリッツの世界観『契約編』
カードのフレーバーテキストに書かれた背景ストーリーにおいて、2022年からの『契約編』主人公「放浪者ダン」となった。
服装のデザインは、湯本佳典が私的な落書きとして描いたものを公式が採用し、元にしている。
『世界救済契約』により、『魂ノ石板』にスピリットの力が封じられるという事件が起きていた魂蹟契約世界『レクリス』を救うために召喚された。そこで出会った6体のスピリット「相棒竜グロウ」「相棒騎士バット」「相棒狼ランポ」「相棒機スターク」「相棒鳥フェニル」「相棒鮫シャック」たちと『相棒契約』を結んだ。

### 現代の地球
西暦2020年の地球。元コアの光主たちは、世界の矛盾について訴えた過去の経緯から、世界経済を牛耳るフィクサーに命を狙われかねない危険な立場にある。
紫乃宮 まゐ（しのみや まい） / ヴィオレ魔ゐ
声 - 川澄綾子
NGO団体に所属しており、難民の救援活動を行っている。デッキは所持しているが、苦い思い出ゆえかあまり触れていない。今もなおフィクサーによる情報操作などが元となって「危険人物の元コアの光主」ということで偏見や迫害を受け、時に命を狙われる危険もあるが世界を少しでもよりよいものにしようと、支持する人はまだ少ないながらも地道に救援活動を続けている。
クラッキーの危機や謎のカード「激突王のキセキ」の出現を聞いてダンが帰ってきたかもしれないことを感じるが、まゐ自身はダンとの再会を願うこと以上に、今の世界を見ればダンはまた傷ついても戦い続けるだろうから、ゆっくり休んでいてほしいと思っている。「激突王のキセキ」出現に際して話し合うために剣蔵や硯と集合し、現代のどこかにいる異界魔族を見つけ出して味方にすることを述べた。
彼女をダンを逃がさないための人質にしようとするターナに人質にされかけ、ターナから「ギデオンが魔族を殲滅し歴史を変えて人間のための未来をつくれば、歴史を改変して光主たちの苦しんだ過去すら無くし、ダンにもまた会える」と唆される形で勧誘されるが、「ダンは自分の誇り」と言い、歩んできたあの時代はかけがいのないものとしてその提案を拒絶。刹那にダンの魂と邂逅するが、「カレーは残ってない」とダンに冗談を言うなどまゐはすでに未来へ歩み始めており、ダンからの感謝の言葉を受けてまゐも感謝で応じた。
ダンとの邂逅後、これまでと同じく地道に救援活動を続けながら子供たちにバトスピを教えたりと気持ちを新たにしている。また、魔族たちを味方につけられないかと彼らに接触している。
特典小説『少年激覇ダン 第51話「暁闇」』
家族は、主婦らしき母と、急成長を遂げたIT系企業の代表を務める父。異界王との決戦後には、「本名を明かすとあのグラン・ロロでの冒険の日々が無くなるような気がする」という魔ゐの希望でダンたちには自分の本名をあえて伏せたままでいた。
フィクサーによる情報操作や圧力が始まると、魔ゐに関する根も葉もない噂も飛び交って、それに乗じた・鵜呑みにした人々により心無い言葉を浴びせられるようになってしまう。ついには魔ゐの父の会社にも悪影響が出て父は会社を縮小することになり、魔ゐは自分のブログを閉じることを選んだ。また、魔ゐが撮りためてアップしていた異界グラン・ロロの写真も、様々な形でインターネット上で残ってはいたものの、加工されて弄ばれ、さながらUFOやUMAの写真の扱いのように信じる者はいなくなっていった。
兵堂 剣蔵（ひょうどう けんぞう）
声 - 遠藤綾
アメリカの大学に留学しており、国際学を専攻。クラッキーの身に何か異常が起きたことをまゐや硯と同じように感じており、さらに謎のカード「激突王のキセキ」が自分や硯らの手元に現れたことで、未来と連絡手段を作っておくべきだったと悩んでいた。
まゐを人質にしようとしたターナ・アーテルを捕縛した後には、硯と共に百瀬勇貴と華実の墓参りを行い、ダンと久々に再会した。
特典小説『少年激覇ダン 第51話「暁闇」』
祖父は日本の政財界や反社会組織に絶大な影響力を誇り、「戦後のドン」とも噂され、総理大臣選出にも影響することから「キングメーカー」と謳われる日本のフィクサー。剣蔵の父や叔父たちも政財界に進出しており、特に剣蔵は祖父のお気に入り。
異界王との決戦後に祖父は、剣蔵らコアの光主たちに大手メディアが過剰な取材をしないよう根回ししてくれたが、剣蔵からの頼みで異界王が遺したコアシステムについて探りを入れたところ、コアシステム独占と実用化を狙う海外のフィクサーたちから圧力がかかり、盗聴器が仕掛けられるなど危険が増したため、剣蔵はフィクサーの攻撃を避けるために祖父の命令でイタリアへ長期留学を行うことになった。「戦後のドン」と言われた祖父だったが、その権力が通用するのも日本国内に限られていた。
硯 秀斗（すずり ひでと）
声 - 阪口大助
国際情報機関のエージェント。テロに関する情報収集のために世界中を奔走している。荒事にも手慣れており、拳銃の腕前も優秀。
カードコレクターである自分でも知らない「激突王のキセキ」が自分のデッキに現れていたことに驚いていた。
特典小説『少年激覇ダン 第51話「暁闇」』
両親はいるが、父は仕事が多忙で秀斗とも疎遠。コアの光主に対するフィクサーの情報操作による印象操作が始まると、再び学校でいじめられるようになり、シンガポールに行ったことを示すメールをコアの光主たちに送ったのを最後に連絡を絶った。
フィクサー
バトルスピリッツ ブレイヴ#用語も参照。
現代において世界経済を牛耳り世界を影からコントロールする「影の世界政府」。経済格差や戦争の原因にもなっている。エネルギー利権も牛耳っており、異界王出現時には異界王の持つ夢のエネルギー『コアシステム』に脅威を感じ異界王と結託。異界王が死んだ後も、残った異界魔族の一部を隷属化し、異界王にしか扱えないコアシステムを自分たちにも使えるよう運用実験を行っていた。
『ブレイヴ』での2600年代の未来世界においてフィクサーの存在は描かれていなかったが、ギデオンによると、異界魔族が台頭した未来でフィクサーたちは、魔族のコントロールに失敗し魔族の暴力に屈して滅びたと明かされた。
特典小説『少年激覇ダン 第51話「暁闇」』
ダンたちを迫害する詳細が描かれた。それまで噂やファンタジー・陰謀論に過ぎなかったフィクサーの存在に公の場で言及し始めたダンたちコアの光主を敵視。手始めに、異界王とフィクサー勢力から離反してダンたちを支援したアメリカ大統領ジョージ・トールマンが突如「動かぬ証拠」による「女性スキャンダル」により徹底的なバッシングを受ける事態に。その「動かぬ証拠」はろくに精査されず、ダンたちが大統領の無実を訴えようとマスコミに働きかけてもなぜかそうした企画は中止となり、やがてトールマンは辞職に追い込まれた。
加えて、自分たちが独占しようとしたコアシステムについてもダークウェブすら探ってもその情報は出てこないように秘匿し、それらを探る者・情報を集めて売る者も逮捕など情報統制や冤罪で排除。さらにフィクサーの存在・コアシステムの行方や世界の矛盾を訴えようとしたコアの光主たち周辺では盗聴器が仕掛けられたり、それぞれの親たちの仕事が上手くいかなくなったり、マスメディアなどを通じて情報や印象操作を行って「普通の子供であるコアの光主を特別視するのはおかしい」「コアの光主たちは実は成り代わった異界人」「実は異界王の手先」といった意見・噂が流れたりして光主たちの状況は悪化していった。
それでもフィクサーについてダンは世間に訴えていこうとしたが、フリーライターである羽賀の協力の元で協力者を名乗る人物に会いに行こうとして百瀬勇貴が「飛行機事故」で命を落としてしまい、ダンは自分が動くことでまた誰かが傷つくことを恐れ連絡を絶って戦いをやめてしまうことを選んだ。
ギルファム
2650年では、高い魔力を持って魔族社会の頂点に君臨している女王。現代で、まだ子供の風貌ながらもすでに魔族たちの長として地球に残った異界魔族をまとめ上げ、オーストラリアにてコアシステムプラント制圧のために一斉蜂起。エネルギー利権を掌握したがるフィクサーにより秘匿された、異界王がもたらしたコアシステム運用実験で人間に隷属させられていた魔族たちをも解放した。
2600年代の未来に君臨する『ブレイヴ』では異界魔女マギサのことも知っているなどグラン・ロロ時代からの長生きとして描かれたが、作画監督の石川てつやの趣味で風貌は幼い子供のものとなり、現代での設定年齢のイメージは100歳ぐらい。

### 未来
西暦2661年の地球。

#### 統一政府
主に人類軍上層部と魔光殿にいた異界魔族主要メンバーで構成される。
クラッキー・レイ
声 - 小野大輔
統一政府の人類主幹。元麗しのソフィア号艦長。アンジュ・ロシェと結婚し、二人の子供をもうけて幸せな家庭を築いている。
カーディナル・サインのテロリストの凶弾からバローネを庇って重傷を負い、その命の危機は時空を超えてまゐたちにも伝わっていた。命は取り留めたが、自分のデッキに現れていた「激突王のキセキ」を見て、ダンからのメッセージだと解釈。かつてダンの知己たちを集めてそのことを伝える。
2話でカーディナル・サインのアジトがもぬけの殻だった際は、そのカラクリがコアシステムを用いたものだと気づいた。
ギデオンがこの時代の人間ではないと知った後は、ユースらと共に再び魔族と人間の平和な世界を目指して奮闘している。
特典小説『少年激覇ダン 第51話「暁闇」』
母はプエルトリコ系の人種でシングルマザー。父は日本人らしいが行きずりの関係だったらしくクラッキーは顔も知らない。母は新宿歌舞伎町で店を経営して、南米やアジア圏からやってきた女性たちが仕事仲間であり、クラッキーはそうした女性たちに囲まれて育ち、母の仕事業界の諸行無常を知っているためどこか達観した面も持つようになった。
クラッキーと母の関係は良好だったが、フィクサーによる迫害が始まると、母は詐欺に遭って財産も店も失い、母も仕事仲間の女性たちもあらぬ疑いをかけられて本国へ強制送還。失意で病床に伏した母を心配するクラッキーは一緒に日本を離れたが、その後母は亡くなった。
月光のバローネ
声 - 浪川大輔
統一政府の魔族主幹。バトルにしか興味のなかった自分からダンとの出会いを経て変わり、魔族も人間もその命に貴賤は無いと考えて、平和な世界構築のために身を捧げている。グラトスとのバトルを終えて復活したダンに対し、10年前のバトル後にはできなかった握手をようやく交わした。
かつては白主体のデッキを使用していたが、現在は「月紅龍ストライク・ジークヴルム・サジッタ」をキースピリットとする赤デッキを使用している。クラッキー曰く「バローネが友（ダン）を想ってつくったデッキ」とのこと。
グラトスがダンに敗北しギデオンがこの時代の者ではないと知った後は、「新しい時代には血を流す武器は必要いらない」として「全てはバトルスピリッツで決める」ということを改めて宣言した。クラッキーとも10年間を通じて友情を育んでおり、ダンからカードを受け取った後は新たなデッキを構築し、クラッキーとのバトルを楽しんだ。
バトルフォームは、作画監督の石川てつやの手で新デザインとなっている。
カザン
声 - 乃村健次
元人類軍長官。人類軍長官を勇退した後は、統一政府の大臣職につき、クラッキーのサポートやアドバイスを行っている。
ステラ・コラベリシチコフ
声 - ゆきのさつき
元人類軍の科学者にして、現在は統一政府科学局所属の科学者。剣蔵がいなくなったことでからかいがいのある相手がいなくなり、少し物足りない日々を送っている。
過激化するカーディナル・サインの活動を前に剣蔵と連絡を取ることを考えるが、プリムに「安易に頼らず、自分たちの手で解決すべきだ」とたしなめられた。
ユース・グリンホルン
声 - 柿原徹也
元麗しのソフィア号操舵手。現在は統一政府の管理局事務次官補としてクラッキーをサポートしている。ルガインやザックとは変わらず親友で、バトスピの腕を鍛え合ったり、これからの人間と魔族社会について在り方や理想を語り合っている。
カーディナル・サインの活動過激化により、統一政府議会にて一部の魔族と人類が険悪化した際は、友人ルガインと共に緩衝役に努める。ギデオンが別の時代の人間と判明し彼が去った後は、クラッキーにギデオン追跡打ち切りと、これからの魔族と人間の社会立て直しを優先することを進言し、かつて目の敵にしていたダンから任された未来をよりよいものにすべく成長している姿を見せた。
ソーサラーのルガイン
暴将デュックの息子。父の領地の一部を継承し、魔族と人間の共存社会を構築。魔族に対しても大きな発言力を有する。
ゾルダー・グレイヴ
百瀬勇貴の生まれ変わり。元人類軍特別部隊「センチュリオン」教官。現在は統一政府治安警備局第一警備隊隊長を務める。センチュリオンデッキも強化済み。現場主義も変わらず、副隊長のフローラとの痴話喧嘩は警備局の風物詩状態。
2話では、グラトスから得た情報をもとに、フローラと共にギデオンのアジトを捜索するもコアらしきものが一つあるだけでもぬけの殻だった。
フローラ・パフューム
バローネの部下であった少女。現在は統一政府治安警備局第一警備隊副隊長。ゾルダーに変わらず世話を焼いている。
衣装は石川てつやが新たに描き下ろしている。
ザック
元バローネ領の人間。現在は、統一政府のスタッフとして魔族と人間の未来のために忙しい日々を送っている。
メムノン
ガスパール

#### 未来の人間
プリム・マキーナ
声 - 伊藤かな恵
元麗しのソフィア号メカニック。現在は人類軍を退役し、アン、ファン、元ソフィア号の修理ユニットにして今は市場に出回るようにもなったポメらと機械全般修理専門「メカっこ屋」を営んでいる。かっこいいものを見たときに「メカっこいい」と言う癖は健在。10年前に馬神ダンからユースと共に未来を任されたこともあり、カーディナル・サインの活動激化という問題に対しても、安易に過去へ戻ったまゐたちに再び頼らず、自分たちの手で問題解決をしようと考えている。
メカっこ屋では、修理の傍ら、手に職もって自分に自信をもって堂々と生きられるようにという思いから孤児たちに機械の修理技術を伝授している。ギデオンの正体判明によるカーディナル・サイン事件の収束後には、子供たちと「月紅龍ストライク・ジークヴルム・サジッタ」を模した巨大ロボットを作っている。コレクターズBOX特典の絵コンテ集によれば、この巨大ロボットを高値で売ることを考えているらしい。
アンジュ・ロシェ
コールドスリープで眠っていた24世紀の宇宙飛行士。魔族と人類の戦争終結後にクラッキーと結婚し、二人の子供をもうけている。家にはよくプリムやステラたちが遊びに来るので常に賑やか。

#### 未来の異界魔族
暴将デュック
声 - 浜田賢二
ダンと幾度もバトルをしたライバルの一人。現在は息子ルガインに家督を譲って隠居の身。一方、政治や統治にも精通しているため、ルガインやバローネへのアドバイザーとして今も忙しい。
カーディナル・サインと「激突王のキセキ」出現に際して、クラッキーに助力を請われ協力する。
イザーズ
声 - 鈴村健一
かつて世界を憎み引っかき回したが、ダンとのバトルに敗れて改心した男。現在は、命と魂を弄んだ己の罪と向き合い、僧院にて贖罪と魂の浄化に努める本人曰く「抹香臭い生活」を送っており、表舞台からは自ら退いている。
古代魔術の使い手であり、それを用いて得た情報を統一政府にもたらして協力することもある。謎のスピリットが出現しようとしていることを予期し、クラッキーたちにその事実を伝えた。また、ギデオンがコアシステムを用いて干渉してきた、別の時代の人間であることに気づいた。
ベネルド
バローネとはかつてバトルの腕を競うライバルだった。バローネを暗殺しようとしたカーディナル・サインのテロリストをゾルダーと共に取り押さえた。
アン、ファン
麗しのソフィア号に乗っていた魔族の子供。魔族は長命のため、10年後でもあまり容姿は変わっていない。前作でも度々ソフィア号の整備を手伝っていたが、現在はプリムのメカっこ屋を手伝っている。

#### 人類至上戦線カーディナル・サイン
レオス・ギデオン
声 - 喜山茂雄
カーディナル・サインの首魁。部下たちからは忠誠を誓われているほどの高いカリスマ性の持ち主。異界魔族撃滅のために過激な活動も辞さないが、『バトルスピリッツ』のルールのもとに決定することに反さない矜持は持っている。かつて異界王が著した異界見聞録を所有しており、異界王を強く尊敬し、魔術も扱うことが可能。そして、ダンとバローネの神々の砲台でのバトルで失われたはずの12宮Xレアを全て集め、その魔術を用いて12宮Xレアを「X(テン)」として新たなカードに変えた。
バトスピでは所持している12宮Xレア全てとそれを制御する「呪いのブレイヴ」を投入し、「魔星神ゾディアック・デスペリア」を切り札としたデッキを使用。
かつて異界王が知恵を最も重要なものと考えて異界人に知恵を授け支配し「バトルスピリッツ」をその知恵の象徴としたことに倣い、野心溢れるザバイアに「力」を授けて誘導して異界人の同士討ちを行わせ、異界グラン・ロロの魔族たちや異界人にも混乱をもたらしている。
その正体は、未来の時代の人物ではなく現代の人間。かつては戦場ジャーナリスト(カメラマン)として活動し、秩序も無く子供たちの無辜の命も奪われる戦場の地獄に絶望した過去を持つ。それゆえ現代に現れた異界王が「全ての秩序はバトルスピリッツの元に決まる」と発したことに希望を感じていたが、ダンたちコアの光主に異界王が倒され、ダンたちへの憎しみを感じながら再び絶望。「Was the world really saved?（世界は本当に救われたのか？）」というコアの光主たちへのバッシングのきっかけとなった記事を執筆し、異界王を目指したものを知るために異界見聞録を入手して魔術を習得。時空を超えて12宮Xレアを入手し、その力で未来を見て、台頭した異界魔族たちが人間を圧倒し人間たちが500年以上苦しみ続ける未来を知った。
混沌の未来を知ったギデオンはその事実から逃げること無く、魔族を根絶して歴史を変え、「己による支配」という名の、人間のための秩序ある時代をもたらすことを決意し現代で『カーディナル・サイン』を結成。自分が嫌う紛争や戦争といった現代社会の混乱を己の利益のために生み出すフィクサーのことも知っているが、ダンたちがフィクサーに真正面から挑んで敗れたことに対し、一人で立ち向かうには難しいフィクサーの権力を知っている自身はフィクサーにあえて近づき利用し、彼らの権力を借りて現代に生きる魔族たちを狩った。そしてあらゆる時代・異界にいる全ての魔族を根絶し、いずれはフィクサーをもねじ伏せて現代も未来も支配しようと各時代で暗躍し続けた。
魔族根絶のための意志は硬く、神々の力を宿す12宮Xレアをコントロールできるように禁忌の力である『呪いのブレイヴ』を手に入れ、コアシステムの応用でブレインコアを体内に埋め込んで自身を人ならざる身にしている。過激とはいえ明確なビジョンと強い意志を持つ一方、ダンがフィクサーに敗れた事実は知っているがダンの人となりは知らないため、復活したダンの行動原理が世界のためではなく、もっと生きたかったであろうダンが12宮Xレアの力で人間の体として蘇ることだと完全に誤認していた。
自分の計画を邪魔する復活したダンの排除を考えていた所、現代の時間にある自身のアジトにダンが時空を超えて現れる。お互い、所持している12宮Xレアを目的としてダンとバトルになり、自身の過去と目標をダンに語る。ダンの目的を12宮Xレアの力による人間としての復活と誤認し、ダンに協力を条件として、自分が12宮Xレア全ての力を使って異界魔族根絶という目標を達成した後は12宮Xレアをダンに渡す取引を持ち掛けるが、自分の選択・過去に後悔の無いダンに拒絶され敗北。
敗北しても己の夢を諦めることはないギデオンは、ブレインコアの力で魔族のような姿に変貌を遂げ、「コアシステムが無く環境破壊で荒廃した本来の未来」でも「コアシステムがもたらされたが魔族と人間が争っている、異界王が創った未来」でもない、「自身が異界王の知恵を正しく使い人々を導く第三の未来」を自分の所持する9枚の12宮Xレアの力で生み出し、現代からその時空に逃亡。ダンは12宮Xレアを取り戻すべくその並行世界へ追跡していったが、ギデオンの望みと裏腹に荒廃した世界が広がっていた。
ギデオンのブレインコアによる変身シーンは、スタッフの手により自由に描かれた。
特典小説『少年激覇ダン 第51話「暁闇」』
異界王の死の直後にギデオンによって書かれた「Was the world really saved?（世界は本当に救われたのか？）」の記事の内容は、異界王が去っても世界が抱えた問題は解決されたわけではなく、コアシステムによる地球環境改善の方法・証拠も異界王の死と共に失われてしまっており、異界王がやったことを全て悪と決めつけず検証する必要があるというもの。コアの光主を批判し異界王寄りだったその意見は、それなりの反響のきっかけとなり、じわじわと世間に浸透してコアの光主を疑問視・敵視する世論の一因となった。
ターナ・アーテル
声 - 森なな子
ギデオンの秘書を務める女性。冷徹な性格で、魔族を嫌悪している。
人間に見えるが、その正体は異界魔族の女性。現代にいた異界魔族たちの慰み者として虐げられ、誰も信じられない絶望にいたところをギデオンに助けられた過去を持つ。その過去ゆえに魔族でありながら魔族を憎み魔族殲滅を願う。表向きはギデオンの専属通訳として現代で活動していた。
まゐからはギデオンに利用されているだけと言われてもそれでもかまわないとするほど、世界を変えるための鉄の意志と力を持つギデオンを強く信頼している。ダンをおびき出すためまゐを人質に取ろうとするが硯と剣蔵らに妨害され失敗。以降は拘留されるが自力で逃亡し、ギデオンが消えた後のカーディナル・サインの新たな指導者となった。
グラトス
声 - 松田健一郎
統一政府安全保障局に潜入していたスパイ。左目に眼帯をした男。
クラッキーがわざと流した情報に乗って、クラッキーとバローネを抹殺しようと他の仲間と共にバローネたちの前で正体を現す。バローネから、バローネは己の首を、自身はギデオンの所在の情報をかけてバトルを行うことを提案され、ギデオンの認可もあってバローネとバトルと行う。
緑スピリットと他色の【バースト】を採用したデッキの使い手であり、ギデオンから託されていた「巨蟹武神キャンサードX（テン）」と「巨蟹神刀カニキリ」でバローネを追い詰めるが、復活しバローネと交代したダンに圧倒されて敗北。仲間共々、統一政府に拘束された。

### 異界グラン・ロロ
ズングリー
声 - 洞内愛
『激覇ダン』でのダンとの別れから成長している。未だ少年だが、マギサから「ズンちゃん」と呼ばれるのは嫌がる年頃。謎のカード「激突王のキセキ」が手元にあることから、ダンの存在を感じる。
「龍星皇メテオヴルムX」を相棒とする赤デッキの使い手。マギサから「ダンが引き金になって消えたこと」を聞き、みんなを守れたダンのように強くなりたいと願う。カードバトラーとしても成長しているが、負けられないバトルで負けることを恐れるあまり防御カードを12枚デッキに投入し、赤の世界に侵攻してきたザバイア配下のカードバトラーにも辛勝するなどまだまだ不安定。一部の住民たちはそれを不安に思い、ズングリー自身もそんな自分を不甲斐ないと思い、ダンとの再会で意固地となって自分の力を証明しようと一人でザバイアに挑むも敗北。
ダンに助けられ、ダンとザバイアのバトルを通じて「負けないデッキと勝つデッキの違い、マジックの使い方」「ダンの生き方」を教えられる。ダンがザバイアに勝利した後、かつての別れ際に約束したバトルをダンと行い楽しんだ。
ダンが去った後はグラン・ロロを建て直すことを決意し、みんなが楽しく暮らせ、おいしいカレーが作れるような村にしようと努力している。村にカーディナル・サインが侵攻してきた際にはひるむこと無く迎撃の意志を見せた。
マギサ
声 - ゆきのさつき
『激覇ダン』のラストで異界グラン・ロロの太陽にして心であるマザーコアの光主の役目を引き継ぎ、女神となっている。
今はグラン・ロロを照らす女神として、人々が自分に頼りきりになって成長を阻害してしまうことがないように、あえて民衆同士の争いにも介入せず辛抱強く見守ることを決めている。一方でズングリーに助言したりダンとズングリーのバトルを温かく見守ったりするなどその優しさは全く変わっていない。
ザバイアの危機が去った後は、「時折民の目線にもならなくては」という名目でズングリーたちの農作業に参加したりと彼女なりにできる範囲でズングリーを手伝っている。
セルジュ
声 - 平川大輔
『激覇ダン』で共に旅をしたヴィオレまゐの執事。ズングリーの村に留まり、ブルストムと共にズングリーの成長を見守っている。
ブルストム
声 - 杉野田ぬき
『激覇ダン』でダンたちと戦い和解した青の世界の青嵐帝。現在は退位し、ズングリーの村に滞在。ズングリーのバトルのスパーリング相手にもなっている。
ノンビリー
声 - 平川大輔
ズングリーの兄。バトル前にはズングリーから習ったズンカレーを作っている。
鍬形のザバイア(くわがた-)
声 - 阪口周平
異界王亡き後のグラン・ロロで、グラン・ロロ支配に乗り出し6つの世界に侵攻をしている手練れのカードバトラー。冷酷にして残虐な性格。「ザババババァ！」と笑う。ザバイア本人が詳細を知っているかは不明だが、ギデオンから「光龍騎神サジット・アポロドラゴンX」と「獅機龍神ストライクヴルム・レオX」を授けられ侵攻を後押しされている。
赤の戦士を名乗って挑んできたズングリーに勝利したことで赤の世界支配に乗り出そうとするが、ダンに阻まれ、ダンと「7つ目の世界である地球」「6つの世界からの撤退」をそれぞれ賭けてバトル。敗北し撤退した。
ドルズ
声 - 木内太郎
ザバイアの部下。赤の世界の領土をかけたズングリーにバトルを挑むが敗北して撤退し、「役立たずはいらない」としてザバイアから制裁を受けた。

### その他
ナレーション
声 - 諏訪部順一
状況説明やバトル中のカードの解説を担当する。
異界王（いかいおう）
声 - 小山力也
かつて『バトルスピリッツ 少年激覇ダン』にて、異界グラン・ロロを支配し、地球にも侵攻した人間。ギデオンからは、「異界人に知恵を与えて支配し、バトルスピリッツを知恵の象徴とした」と評されている。
ギデオンとの戦いを一度終えたダンと精神世界にて会話。苦い結末だろうと人間が見る「夢」を必要悪と語りながら、「知恵がある以上、人間には歪みが生まれ続ける」とダンに忠告し、ダンの「智慧を武器とすれば、変わり続ける人間はいつか歪みを無くせる」という返答に満足げに沈黙した。
サイト「異界見聞録シリーズ」で明かされた名は、ラミロ・アルフォンゾ・カルリートス・デ・フェルザドゥリーア。
特典小説『少年激覇ダン 第51話「暁闇」』
異界王がフィクサーとも協力関係になってマザーコアの光主となることでマザーコアも制御下に収めて事実上の世界征服までなしたはずの異界王が、なぜかその支配やすべての苦労を無意味にするかのごとく、突如憎しみを再燃させて氷河期を起こして人類の進化を促そうとしたことに対し、フィクサーの圧力に敗れた後に改めて異界王が起こした事件を調べたダンは「彼が生きた大航海時代と現代の、人間の変化のなさに業を煮やした」「フィクサーをコアシステムで信用させて手なずけ、彼らを引っ張り出して既得権益を壊し新しい秩序を作ろうとした」のではないかと推論を立てていた。
また、ダンは、コアシステムを提示してエネルギー問題に一石投じて世界の政治家たちと渡り合った異界王だが、庶民に圧力をかけたりはしなかったと改めて評している。
百瀬 勇貴（ももせ ゆうき）
バトルスピリッツ 少年激覇ダン#百瀬 勇貴も参照。異界王を相手にダンと共に戦った盟友。フィクサーの手により暗殺された。彼の妹である華実と共に墓が作られており、コアの光主たちは時々来訪している。
特典小説『少年激覇ダン 第51話「暁闇」』
異界王との決戦後、家族もいなかったため、剣蔵の計らいで兵堂家の別邸を借りてそこに住むようになる。その後、両親と疎遠になったダンとも共に住むようになったが、世界の混乱や混迷をまるで気にしない市井の人々のことを疑問に思うダンに対し、「自分の暮らしに関係しないことを市井の人々もフィクサーもわざわざアクションを起こすほど気にしない」「人類は皆、馬神弾ではない」と述べてダンを絶句させた。
羽賀（はが）
コレクターズBOX特典小説『少年激覇ダン 第51話「暁闇」』に登場。
世間からの誹謗中傷を受け、兵堂家の別邸で暮らすようになっていた勇貴とダンの元を訪れたフリーのジャーナリスト。コアシステムを調べていた知り合いが海外にて麻薬の疑いという罠にはめられて収監されたことを語り、異界王事件を総括する本を執筆すべく、フィクサーの存在やコアシステムの行方について世に訴えていたダンたちに取材を申し込んできた。信頼に足るかどうかを兵堂剣蔵やヴィオレ魔ゐがそれぞれのネットワークで調べたところ、羽賀は元大手新聞社の記者で、退社後は精力的にルポルタージュを書いている身元は確かな人物とのこと。
フィクサーの情報操作による迫害から、羽賀の本性を疑うダンたちに対し、羽賀は連日訪れて、その度に丁寧な説明を行い取材メモも全て開示。羽賀の熱意にほだされたダンたちは取材に協力し、さらに今度コアシステムについての情報を持つ者に京都にて会う予定が羽賀にあるため、同席に誘われ承諾。「ダンと勇貴はフィクサーの監視対象になっているのは間違いないので、警戒のために別々に行動して現地集合で」という羽賀の忠告でダンは新幹線で、勇貴は羽田空港から飛行機で伊丹空港に向かった。しかし、勇貴が乗っていた便は着陸に失敗し乗客405人全員が死亡。京都にてその事実にショックを受けるダンに対し、羽賀は「取材をやめるよう圧力がかかったり、誰かの手にかかった証拠がない『事故』になるようにしてフィクサーが邪魔者を排除するのは何度も見てきた」と勇貴の死は事故ではないと語り、怖くなったという情報提供者から手を引くと連絡が入ったことと、初めてフィクサーに警告される側になったという羽賀自身も命が惜しいから手を引くことを宣言し、ダンの元から去って行った。
かなり後になってから、羽賀はジャーナリストだがフィクサーの敵対者ではなくフィクサーと深い繋がりを持っていた人間であり、羽賀の接触から飛行機事故の一連の流れはフィクサーの筋書き通りだったのではないかと、情報を集め続けた魔ゐはダンにメールを送ってきた。

## 用語
バトルスピリッツ
現代や異界グラン・ロロ、そして未来において使用されるカードゲーム。略称は「バトスピ」。
異界グラン・ロロにおいて、全ての物事を決める決闘法として使われており、その流れをくむ異界魔族もまた決闘法として利用している。バトル前に勝者と敗者が条件を提示し、敗者は勝者に従うことが通例。ギデオンは、異界王が与えた「知恵の象徴」と評している。
前作にあたる『ブレイヴ』時にはなかった要素も追加されている。
中には「12宮Xレア」のような特別な力を秘めたカードも存在する。
12宮Xレア
古代の神々の姿を模した12枚の特別なカード。12枚揃えば「神々の砲台を起動させる」「死者を蘇らせる」といったことも可能な狭大な力を秘めている。馬神弾とバローネの神々の砲台でのバトルで失われたが、ギデオンが集めていた。
12枚を入手したギデオンがその力を自分のものとするため、呪いをかけようとしており、世界に悪しき影響がでかけていた。
異界魔族（いかいまぞく）
かつて地球とグラン・ロロが再分離した際に地球にひっそりと残った魔族（異界人）。異界人の中で最も凶暴な種族と謳われる。
徐々に独自の社会を築き上げ、瞬く間に数を増やし、勢力を広げていき人類との勢力構造を逆転させ、地球にコアを打ち込むことで8番目の大陸「オクト」を生み出すに至っていたが、オクトの存在による地球の自浄作用のために天変地異が起きかけた。そのため、馬神弾とバローネは自浄作用を抑えるために12宮Xレアを用いてバトルを行うこととなり、馬神弾は地球中心近くのコアを消すエネルギー発射のため、引き金となって姿を消した。
生物学的には人間と魔族が同一の生命体であることが判明しており、過去に紫の世界に迷い込んだ人間が環境に適応して異界魔族になったのではないかと推測されている。
統一政府（とういつせいふ）
人類と異界魔族が手を取り合って人々を治めている政府。一方で、魔族を強く憎む人類至上戦線カーディナル・サインの存在に手を焼いている。
人類至上戦線カーディナル・サイン（じんるいしじょうせんせんカーディナル・サイン）
レオス・ギデオンを首魁とし、異界魔族を劣等種として根絶することをもくろむ人類の過激派組織。魔族を嫌う・憎む人々の過激派が所属している。
魔族と人類軍間で和平が締結され統一政府が発足した後に活動を開始。異界魔族に対する人間の優位性の主張と、一部の統一政府抵抗勢力をとりこむことで勢力を拡大。テロ行為も辞さない過激な活動は大きな社会問題となっている。
実は首領のギデオンは現代に基盤をおいており、異界王の使った技術で未来との通信を行っていた。フィクサーの支援を得て現代でも魔族狩り・魔族を隷属化してのコアシステム実験を行っている。現代・未来・異界グラン・ロロ全ての異界魔族を根絶し、ギデオンが人々を導くことを目標としている。
ギデオン消失後はターナが首領となった。
異界グラン・ロロ
6つの世界からなる異界。地球人がゲートを通って時空を超えて来訪することがあり、大航海時代から古代のグラン・ロロに到達した異界王によって異界人に智慧と文明がもたらされ、6つの世界に対応するバトルスピリッツで物事を決める世界が構築された。地球も実は「第七の異界」であり、グラン・ロロと地球は太古の神々の手で作り出されたものだったと『ブレイヴ』8話にて語られている。地球とグラン・ロロは連動しており、地球も病めばグラン・ロロも病み、グラン・ロロが豊かであれば地球もまた豊かであると『激覇』27話や50話にて明かされている。
異界王は地球とグラン・ロロを融合させ、グラン・ロロの心にして太陽であるマザーコアの光主の座を奪いとり全ての世界を導く王となろうとしたが、馬神弾に討たれた。その後、異界人と地球人の多くが未だお互いを怖がり誤解し合っている状況を鑑みて、異界魔女マギサがマザーコアの光主を引き継ぎ、異界人と地球人がお互いをわかり合えるような世界になる日にまたゲートを開くことを信じて一度異界と地球を再分離させた。
『ブレイヴ』50話では神々の砲台起動と魔大陸オクト地下のコア破壊による次元位相への影響で、一時的に、ゲートが開き地球にマザーコアが出現した。
コアの光主（コアのひかりぬし）
異界グラン・ロロの太陽であるマザーコアの礎たる6つのシンボルを守護するために、それぞれのシンボルによって選ばれた6名の人間。それぞれの色のシンボルに力を与えてコアシステムに影響を及ぼしたり、他の光主の危機には共鳴したりすることができる。

## スタッフ
- 企画・アニメーション制作- BN Pictures
- 原作 - 矢立肇
- 監督 - 渡辺正樹
- シリーズ構成 - 冨岡淳広
- キャラクター原案 - 剛田チーズ
- キャラクターデザイン - 湯本佳典、石川てつや
- スピリットデザイン - 石垣純哉、今石進、寺島慎也、ヒラタリョウ、丸山浩、小野和寛
- メカニックデザイン - やまだたかひろ
- プロップデザイン - ヒラタリョウ
- CGディレクター - 長崎晋平
- CGプロデューサー - 井上喜一郎
- 2DCGチーフ - 高倉誠
- CG制作デスク - 村田圭介
- 設定制作 - 萬代耕士
- 美術監督 - 中村典史
- 色彩設計 - 柴田亜紀子
- 撮影監督 - 貞光寿幸
- 編集 - 渡辺直樹
- 音楽 - 瀬川英史
- 音楽制作 - サンライズミュージック
- 音響監督 - 藤野貞義
- エグゼクティブプロデューサー - 尾崎雅之
- プロデューサー - 森田真好
- 制作 - バンダイナムコピクチャーズ

## 主題歌
エンディングテーマ（1話）・オープニングテーマ（2・3話）
「Returner 〜復活のレジェンド〜」
作詞・作曲 - 影山ヒロノブ / 編曲 - 宮崎誠(ランティス) / 歌 - JAM Project
エンディングテーマ（2話）
「君がまってる」
作詞・作曲・歌 - 及川光博 / 編曲 - ローズ高野
エンディングテーマ（3話）
「free」
作詞・作曲 - 逹瑯 / 作・編曲 - 加藤貴之 / 歌 - カラス

## 各話リスト
| 話数 | サブタイトル   | 脚本     | 絵コンテ | 演出     | 作画監督                                                | メカ作画監督 | 配信日         |
| ---- | -------------- | -------- | -------- | -------- | ------------------------------------------------------- | ------------ | -------------- |
| 1    | 激突王のキセキ | 冨岡淳広 | 渡辺正樹 | 渡辺正樹 | 湯本佳典 石川てつや 小野和寛                            | 西村聡       | 2019年 6月15日 |
| 2    | 約束のバトル   | 冨岡淳広 | 渡辺正樹 | 渡辺正樹 | 湯本佳典 石川てつや 小野和寛                            | 西村聡       | 10月25日       |
| 3    | 永遠のキズナ   | 冨岡淳広 | 渡辺正樹 | 渡辺正樹 | 湯本佳典 石川てつや 小野和寛 稲吉智重 鈴木幸江 西島加奈 | 西村聡       | 2020年 1月24日 |

## 関連商品
- プレミアムバンダイにて、『バトルスピリッツ サーガブレイヴ』関連カードを収録した「バトルスピリッツ サーガブレイヴ プレミアム神話BOX」を2020年1月 - 3月までの予約限定で商品化[67]。アニメに登場した「激突王のキセキ」も公式試合では使用できないスペシャルカードとしてカード化された。

- バトルスピリッツシリーズではじめてとなる、株式会社A3とのコラボ商品として、2020年3月28日より、新規描き下ろしのSD商品やグラフアート商品などが販売された[68][69]。

- AMNIBUSにて、2020年5月20日まで「トレーディングアクリルキーホルダー」「トレーディング缶バッジ」「1ポケットパスケース」「マグカップ」を予約販売[70]。